# Azzi
Azzi (asszír és urartui forrásokban Alzi, a hettitában Acci formában ejtendő) az i. e. 16. századtól létező államalakulat a mai Nyugat-Örményország és Kelet-Törökország területén, a Van-tó nyugati partjától az Arax forrásvidékén keresztül az Eufrátesz felső folyásáig terjedő területtel. Szomszédjai Hajasa és Suhmu északon, Isuva nyugaton és délen Mitanni.

## Története
Azzi akkor alakult állammá, amikor Mitanni a nagy északi hódításai után visszavonult a területről. Mintegy kétszáz éves fennállás után egyesült északi szomszédjával, Hajasával, ettől kezdve Hajasa-Azzi néven emlegetik. Az i. e. 14. század végén Hajasa ismét önálló lett, Azzi pedig eltűnik a forrásokból. Ezzel egy időben Suhmu királysága terjeszkedett a Van-tóig.
Egyes kutatók véleménye szerint Azzi a kezdetektől azonos Hajasával, csak egy másik neve a térségnek. Mások szerint hajasai vagy azzi hódítás vezetett két különálló állam egyesüléséhez, amelynek az lett a vége, hogy Hatti elfoglalta Azzit. Ekkor Hajasa megint független lett, déli részén Supria alakult meg, majd a hettiták visszaszorulásával a gazdátlan középső területre Suhmu terjeszkedett ki. Ennek ellenére a hettita feliratokban még III. Tudhalijasz alatt is megjelenik Azzi neve, mint lázadó tartomány.
Azzi keleti része, valamint a déli területeiből létrejövő Supria jelentős szerepet játszott Urartu egységes állammá válásában. Ekkor Alzi néven tűnik fel a forrásokban, és a Nairi királyságok egyike. Ezután – Arame idején – önként beolvadt Urartuba, részt vállalva az asszírok elleni védelmi szövetségben.